# Ngụy-Tấn-Nam-Bắc triều

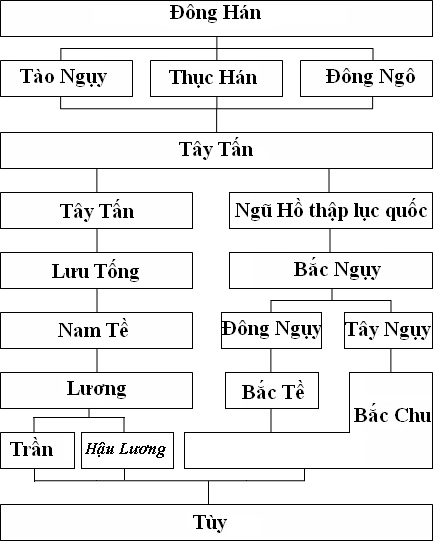
Ngụy Tấn Nam-Bắc triều

Ngụy-Tấn-Nam-Bắc triều (魏晋南北朝), gọi đầy đủ là Tam Quốc-Lưỡng Tấn-Nam-Bắc triều (三國兩晋南北朝), là một thời kỳ về cơ bản là phân liệt trong lịch sử Trung Quốc. Thời kỳ này bắt đầu từ năm 220, khi Tào Phi cưỡng bách Hán Hiến Đế phải thiện nhượng cho mình, kiến lập Tào Ngụy; kéo dài đến năm 589 khi Tùy diệt Trần, tái thống nhất Trung Quốc. Thời kỳ "Ngụy-Tấn-Nam-Bắc triều" có thể phân nhỏ thành thời kỳ Tam Quốc, thời kỳ Tây Tấn, thời kỳ Đông Tấn và Ngũ Hồ thập lục quốc, thời kỳ Nam-Bắc triều. Sáu triều đình Giang Nam đóng đô ở Kiến Khang (thời Đông Ngô gọi là Kiến Nghiệp, nay là Nam Kinh) bao gồm: Đông Ngô, Đông Tấn và các Nam triều Tống, Tề, Lương, Trần, gọi chung là Lục triều.
Sau khi Hán Linh Đế qua đời vào năm 189, Đông Hán lâm vào cảnh hỗn loạn trong thời gian dài, dẫn đến sự ra đời của Tam Quốc là Tào Ngụy, Thục Hán, Tôn Ngô. Đến hậu kỳ thời Tam Quốc, Tào Ngụy dần dần bị họ Tư Mã thay thế, đến năm 265 thì triều Tấn của họ Tư Mã hình thành. Sau Chiến tranh Thục-Ngụy vào năm 263-264, Thục Hán bị Tào Ngụy tiêu diệt. Đến năm 280, Tấn diệt Ngô. Cuối cùng, Tam Quốc thống nhất dưới trướng triều Tấn.
Hoàng triều Tây Tấn chỉ duy trì được tình hình thống nhất trong một khoảng thời gian ngắn. Do Bát vương chi loạn và Ngũ Hồ loạn Hoa, Trung Quốc một lần nữa lại phân liệt, cục thế chính trị lại rơi vào hỗn loạn. Năm 304, khi Lưu Uyên lập ra nước Hán, phương Bắc Trung Quốc tiến vào thời kỳ Ngũ Hồ thập lục quốc. Năm 316, sau khi Lưu Diệu tiêu diệt triều Tây Tấn, Tư Mã Duệ tiến về phương Nam và kiến lập triều Đông Tấn, hai miền Nam và Bắc lại một lần nữa phân liệt. Năm 420, Đông Tấn bị Lưu Dụ soán vị và lập ra triều Tống, mở đầu Nam triều, Trung Quốc tiến vào thời kỳ Nam-Bắc triều. Tuy nhiên, phải đến năm 439 Bắc Ngụy mới thống nhất hoàn toàn phương Bắc, mở ra Bắc triều, chính thức cùng Nam triều Tống hình thành thế Nam-Bắc triều.
Nam triều bao gồm bốn triều đại Tống, Tề, Lương, Trần. Ban đầu, kinh tế và quân sự của Nam triều cường thịnh, song do vận dụng chiến lược sai lầm, cộng thêm việc Bắc triều cũng có quân sự cường thịnh, cùng với hoàng thất đấu tranh nội bộ và dâm loạn, quốc lực dần suy giảm. Trong số bốn triều đại của Nam triều, quốc lực của Lương là cao nhất, song sau loạn Hầu Cảnh thì đã bị phân liệt thành Hậu Lương và Nam triều Trần. Nam triều Trần chỉ có thể dựa vào Trường Giang để phòng ngự Bắc triều. Bắc triều bao gồm các triều đại Bắc Ngụy, Đông Ngụy, Tây Ngụy, Bắc Tề và Bắc Chu. Sau khi Bắc Ngụy thống nhất phương Bắc đã nhiều lần đánh bại Nam triều, có ý đồ thôn tính phương Nam. Tuy nhiên, Bắc Ngụy cũng phải đề phòng Nhu Nhiên ở phương Bắc, đến khi Nhu Nhiên bị Đột Quyết thay thế thì lại dư lực để đối phó với Nam triều. Sau khi giới quý tộc và hoàng thất Tiên Ti ở Bắc Ngụy tiến hành vận động Hán hóa, kinh tế Bắc Ngụy liên tục phát triển, song lại tạo ra xung đột văn hóa giữ quý tộc Tiên Ti ở Lục trấn và quý tộc Tiên Ti ở kinh thành Lạc Dương, sau đã xảy ra cảnh chính trị hỗn loạn và phát sinh khởi nghĩa Lục trấn. Bắc Ngụy bị phân liệt thành Đông Ngụy và Tây Ngụy tương ứng do Cao Hoan và Vũ Văn Thái cai quản trên thực tế, sau lại phân biệt trở thành Bắc Tề và Bắc Chu.
Bắc Chu chủ trương Hồ-Hán dung hợp, đến năm 577 thì diệt Bắc Tề, thống nhất phương Bắc. Năm 578, sau khi Bắc Chu Vũ Đế qua đời, chính quyền Bắc Chu dần dần rơi vào tay Dương Kiên. Năm 581, Dương Kiên soán Bắc Chu, kiến lập triều Tùy, đến năm 589 thì diệt Nam triều Trần, thống nhất Trung Quốc, kết thúc thời kỳ "Ngụy-Tấn-Nam-Bắc triều".
| Chính quyền | Chính quyền   | Niên đại                                                  | Số hộ                     | Số khẩu                     | Ghi chú                                                                                                |
| Đông Hán | Đông Hán      | Năm Vĩnh Thọ thứ 3 (157) thời Hán Hoàn Đế                 | 10.679.600 hộ             | 56.476.856 khẩu             | Cách khởi nghĩa Khăn Vàng 27 năm                                                                       |
| Tam Quốc | Thục Hán      | Năm Chương Vũ thứ nhất (221) thời Hán Chiêu Liệt Đế       | 200.000 hộ                | 900.000 người               | |
| Tam Quốc | Thục Hán      | Năm Viêm Hưng thứ nhất (263) thời Hán Hậu Chủ             | 280.000 hộ                | 1.082.000 người             | lúc Thục diệt vong, nhân khẩu bao gồm 102.000 tướng sĩ mặc áo giáp, 4 vạn quan lại.                    |
| Tam Quốc | Đông Ngô      | Năm Xích Ô thứ nhất (238) thời Ngô Đại Đế                 | 600.000 hộ                | 3.000.000 người             | Trong đó bao gồm 80 vạn binh. Sau khi Tôn Quyền xưng Ngô vương 16 năm, sau khi xưng đế 6 năm.          |
| Tam Quốc | Đông Ngô      | Năm Thiên Kỷ thứ 4 (280) thời Ngô Mạt Đế                  | 530.000 hộ                | 2.535.000 người             | lúc Ngô diệt vong, nhân khẩu bao gồm 32.000 quan lại, 23 vạn binh, hơn 5.000 người trong hậu cung.     |
| Tam Quốc | Tào Ngụy      | Năm Cảnh Nguyên thứ nhất (260) thời Ngụy Nguyên Đế        | 663.423 hộ                | 4.432.881 người             | trước khi Tư Mã Viêm soán Ngụy 5 năm, sau khi Tào Phi soán Hán kiến Ngụy 40 năm                        |
| Tây Tấn | Tây Tấn       | Năm Thái Khang thứ nhất (280) thời Tấn Vũ Đế              | 2.495.804 hộ              | 16.163.863 người            | vào năm này Tấn thống nhất Trung Quốc, 15 năm sau khi lập triều Tấn.                                   |
| Tây Tấn | Tây Tấn       | Năm Thái Khang thứ 3 (282) thời Tấn Vũ Đế                 | 3.770.000 hộ              | khoảng 18.850.000 người     | Số liệu hộ khẩu tối đa dưới triều Tấn                                                                  |
| Thập Lục Quốc | Thập Lục Quốc | Thời Lưu Thông (7/310—318) nước Hán Triệu                 | khoảng 63 vạn hộ người Hồ | ước khoảng 350 vạn người Hồ | |
| Thập Lục Quốc | Thập Lục Quốc | Năm Kiến Hy thứ 11 (370) thời Tiền Yên U Đế               | 2.458.669 hộ              | 9.987.935 người             | Thập lục quốc Xuân Thu-Tiền Tần lục                                                                    |
| Nam triều | Nam triều     | Năm Đại Minh thứ 8 (464) thời Lưu Tống Hiếu Vũ Đế         | 906.874 hộ                | 4.685.501 người             | |
| Nam triều | Nam triều     | Năm Đại Đồng thứ 5 (539) thời Lương Vũ Đế                 | không rõ                  | khoảng 11.000.000 người     | |
| Nam triều | Nam triều     | Năm Thái Thanh thứ 3 (548) thời Lương Vũ Đế               | không rõ                  | khoảng 12.000.000 người     | |
| Nam triều | Nam triều     | Năm Thái Kiến thứ 9 (577) thời Trần Tuyên Đế              | 600.000 hộ                | 2.400.000 người             | |
| Bắc triều | Bắc triều     | Năm Chính Quang thứ 1 (520) thời Bắc Ngụy Hiếu Minh Đế    | 5.000.000 hộ              | 30.000.000 người            | "Văn hiến thông khảo" thuyết "thời này hộ khẩu tối thịnh, tăng gấp bội so với thời Thái Khang nhà Tấn" |
| Bắc triều | Bắc triều     | Thời điểm Bắc Ngụy phân thành Đông Ngụy và Tây Ngụy (534) | 3.375.368 hộ              | không rõ                    | |
| Bắc triều | Bắc triều     | Năm Thừa Quang thứ 1 (577) thời Bắc Tề Ấu Chủ             | 3.032.528 hộ              | 20.006.880 người            | |
| Bắc triều | Bắc triều     | Năm Đại Định (581) thời Bắc Chu Tĩnh Đế                   | 4.622.528 hộ              | 29.016.484 người            | |
| Tùy | Tùy           | Năm Khai Hoàng thứ 9 (589) thời Tùy Văn Đế                | 7.000.000 hộ              | khoảng 40.000.000 người     | Tùy tiêu diệt Trần, thống nhất Trung Quốc                                                              |
| Ghi chú: Nhân khẩu Tam Quốc căn cứ theo "Thông điển quyển 7．thực hóa thất．lịch đại thịnh suy hộ khẩu". Số liệu còn lại lấy từ Số liệu có sự sai lệch, trong thực tế số hộ khẩu cao hơn khá nhiều. |               |                                                           |                           |                             | |